# Municipio de Moline
El municipio de Moline (en inglés: Moline Township) es un municipio ubicado en el condado de Rock Island en el estado estadounidense de Illinois. En el año 2010 tenía una población de 23529 habitantes y una densidad poblacional de 1.178,59 personas por km².

## Geografía
El municipio de Moline se encuentra ubicado en las coordenadas 41°30′20″N 90°30′25″O / 41.50556, -90.50694. Según la Oficina del Censo de los Estados Unidos, el municipio tiene una superficie total de 19.96 km², de la cual 16.68 km² corresponden a tierra firme y (16.46%) 3.29 km² es agua.

## Demografía
Según el censo de 2010, había 23529 personas residiendo en el municipio de Moline. La densidad de población era de 1.178,59 hab./km². De los 23529 habitantes, el municipio de Moline estaba compuesto por el 81.44% blancos, el 4.15% eran afroamericanos, el 0.26% eran amerindios, el 1.13% eran asiáticos, el 0.03% eran isleños del Pacífico, el 8.93% eran de otras razas y el 4.06% pertenecían a dos o más razas. Del total de la población el 22.7% eran hispanos o latinos de cualquier raza.